# Rowland (Derbyshire)
Pour les articles homonymes, voir Rowland.
Rowland est une paroisse civile et un village du Derbyshire, en Angleterre.